# Borsonella coronadoi
Borsonella coronadoi é uma espécie de gastrópode do gênero Borsonella, pertencente a família Borsoniidae.